# Željko Adžić
Željko Adžić (Požega, 28. kolovoza 1965.) je bivši hrvatski nogometaš. Odigrao je jednu međunarodnu utakmicu za Hrvatsku reprezentaciju. Osvojio je prvenstvo Hrvatske kao član HAŠK-Građanskog (Dinamo Zagreb) 1993. godine. Postigao je prvi pogodak u povijesti HNL-a Igrao je i za Melbourne Croatiju.